# Камаєв Ігор В'ячеславович
Ігор В'ячеславович Камаєв (рос. Игорь Вячеславович Камаев; 24 лютого 1979, м. Челябінськ, СРСР) — російський хокеїст, лівий нападник.
Вихованець хокейної школи «Трактор» (Челябінськ). Виступав за: «Іжсталь» (Іжевськ), «Трактор» (Челябінськ), «Сибір» (Новосибірськ), «Амур» (Хабаровськ), «Автомобіліст» (Єкатеринбург), «Торос» (Нефтекамськ), «Южний Урал» (Орськ).